# Dani Clos

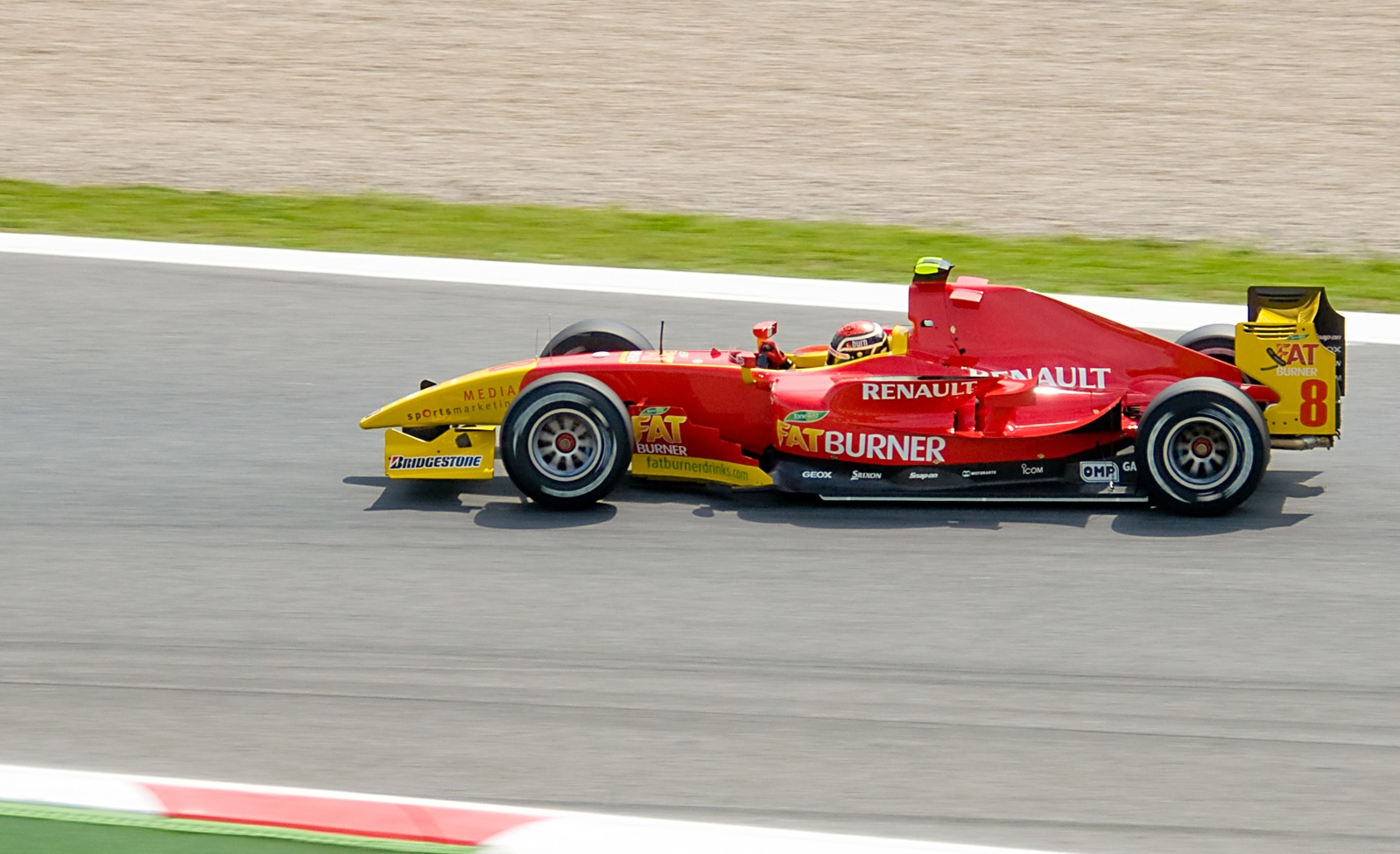
Dani Clos på Circuit de Catalunya i GP2 Series 2009.

Daniel "Dani" Clos Álvarez, född 23 oktober 1988 i Barcelona är en spansk racerförare.

## Racingkarriär
Clos började med formelbilsracing som sextonåring, och slog igenom 2006 då han vann Formula Renault 2.0 Italia, och tre race i Formula Renault 2.0 Eurocup. Efter det bytte han till F3 Euroseries, där han inte registrerade några större framgångar under sina två första år.